# Ürzig
Ürzig ist eine Ortsgemeinde an der Mittelmosel im Landkreis Bernkastel-Wittlich in Rheinland-Pfalz. Sie gehört der Verbandsgemeinde Bernkastel-Kues an.

## Geographie

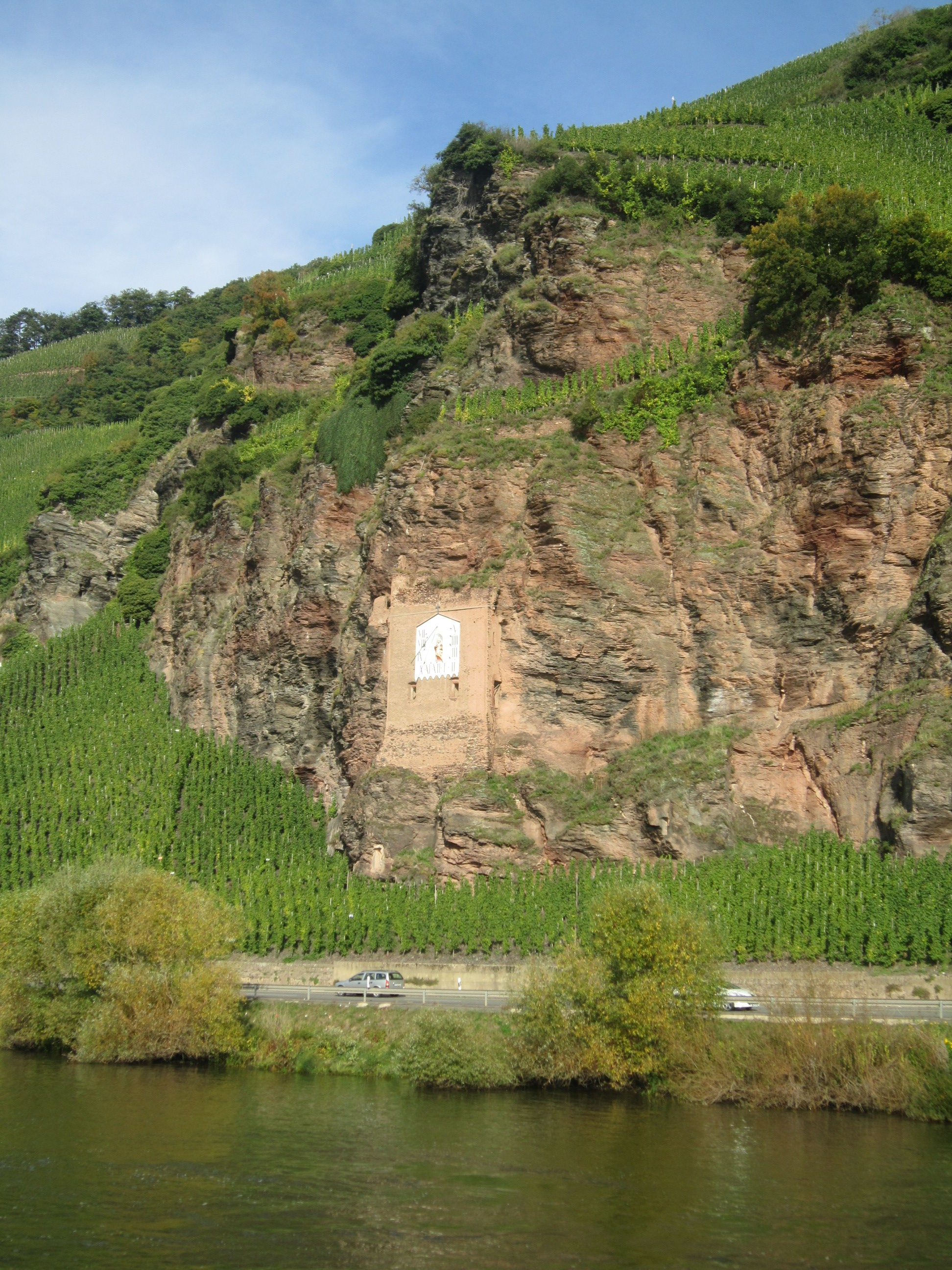
Mosel, Bundesstraße 53 und die Ürziger Sonnenuhr in einer Felswand am Moselufer von Ürzig

### Geographische Lage
Die Ortsgemeinde liegt umgeben von Weinbergen in der großen Moselschleife zwischen Bernkastel-Kues und Traben-Trarbach unweit von Trier. Ürzig befindet sich am linken Ufer des Flusses, wo äußerst steile Hänge zur Eifel ansteigen; auf der gegenüberliegenden Moselseite weitet sich das Tal zu einer sehr flachen Landschaft, die schließlich an den Hunsrück grenzt.

### Nachbargemeinden
Benachbarte Gemeinden sind Bausendorf im Norden, Kinheim und Erden im Osten sowie Zeltingen-Rachtig im Süden und Westen. Nächstgelegenes Mittelzentrum ist die etwa neun Kilometer entfernte Doppelstadt Bernkastel-Kues sowie die etwa acht Kilometer entfernte Kreisstadt Wittlich. Trier als größte Stadt der Region liegt in etwa 37 Kilometer Entfernung.

### Bevölkerung
Die Bevölkerungsdichte liegt bei 150 Einwohnern je Quadratkilometer. Als Mundart wird in der Region noch Moselfränkisch gesprochen, eine Dialektgruppe des Mittelfränkischen.

### Klima
Ürzig liegt in der Übergangszone vom gemäßigten Seeklima zum Kontinentalklima; es herrscht ein im Vergleich zu anderen Regionen Deutschlands sehr warmes und sonniges Klima – im nahegelegenen Brauneberg wurde am 11. August 1998 die Rekordtemperatur von 41,2 °C im Schatten, die höchste jemals in der Bundesrepublik gemessene Lufttemperatur, festgestellt.
Durch die Eifelbarriere liegt Ürzig direkt im Schutz und Regenschatten von Westwinden, die außerdem einen Föhneffekt bewirken können. Gleichzeitig wird eine Lufterwärmung durch geringen Luftaustausch mit dem Umland begünstigt. Damit verbunden ist aufgrund der ständigen Verdunstung des Moselwassers eine regelmäßig hohe Luftfeuchtigkeit, die insbesondere im Sommer für teilweise belastendes, schwüles Wetter sorgt und zahlreiche Gewitter mit sich bringt.

## Geschichte

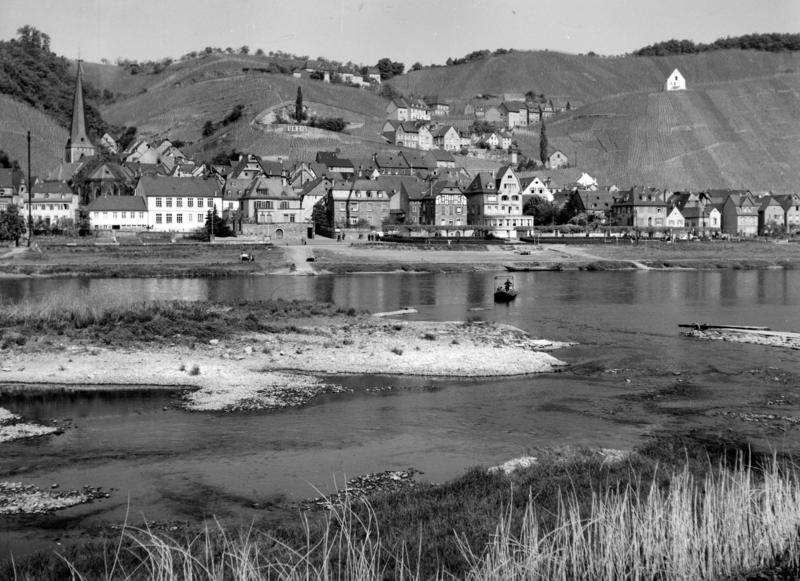
Ürzig, 1954

In der näheren Umgebung fand man Siedlungsreste aus der Bronzezeit. Etwa 500 v. Chr. besiedelten die Treverer, ein keltisch-germanisches Mischvolk, von dem sich auch der lateinische Name der Stadt Trier Augusta Treverorum herleitet, die Region um Trier. Rund 50 v. Chr. bis 500 n. Chr. folgten die Römer. Weinbau ist seit jeher bedeutender Wirtschaftszweig; vor allem geistliche Weingüter, etwa die Abtei Himmerod oder das Karmelitenkloster Springiersbach, deren Höfe noch erhalten sind, ließen sich im Moseldorf nieder.
Seit 1946 ist der Ort Teil des damals neu gegründeten Landes Rheinland-Pfalz.

## Politik

### Gemeinderat
Der Ortsgemeinderat in Ürzig besteht aus zwölf Ratsmitgliedern, die bei der Kommunalwahl am 9. Juni 2024 in einer Mehrheitswahl gewählt wurden, und dem ehrenamtlichen Ortsbürgermeister als Vorsitzendem.

### Bürgermeister
Mirko Dornbach wurde am 19. Juni 2019 Ortsbürgermeister von Ürzig. Bei der Direktwahl am 26. Mai 2019 war er mit einem Stimmenanteil von 91,79 % gewählt worden. Bei der Direktwahl am 9. Juni 2024 wurde er als einziger Bewerber mit 87,4 % für weitere fünf Jahre wiedergewählt.
Dornbachs langjähriger Vorgänger als Ortsbürgermeister war Arno Simon.

### Gemeindepartnerschaft
Die Ortsgemeinde Ürzig unterhält eine Partnerschaft mit der Gemeinde Aloxe-Corton in Frankreich.

## Kultur und Sehenswürdigkeiten

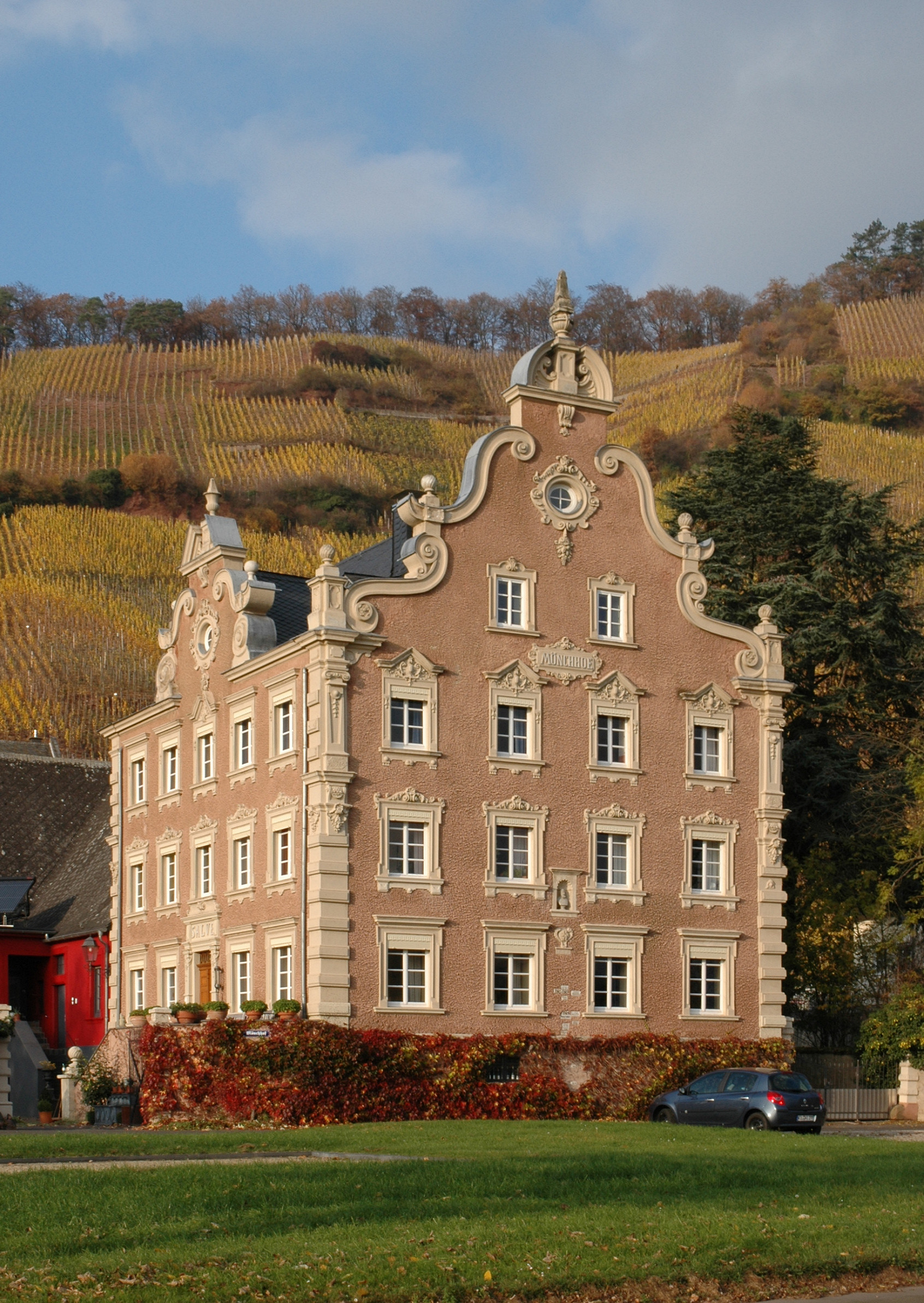
Wohnhaus des Mönchshofs

### Bauwerke
Der historische Ortskern von Ürzig ist geprägt von kleinen Gassen und Winkeln sowie alten Patrizier- und Fachwerkhäusern aus dem 16. und 17. Jahrhundert. Daher wurde der gesamte historische Ortskern mit der katholischen Pfarrkirche St. Maternus und den Fachwerkhäusern am Rathausplatz als Denkmalzone unter Denkmalschutz gestellt.
Rittergeschlechter errichteten einst drei Burgen, von denen lediglich noch eine als Ruine erhalten ist. An den Überresten eines ehemaligen Wachturms in den Weinbergen befindet sich eine Sonnenuhr. Der barocke Mönchshof an der Promenade diente Ende der 1980er-Jahre als Kulisse für die Fernsehproduktion Moselbrück.

### Ürziger Gewürzgarten

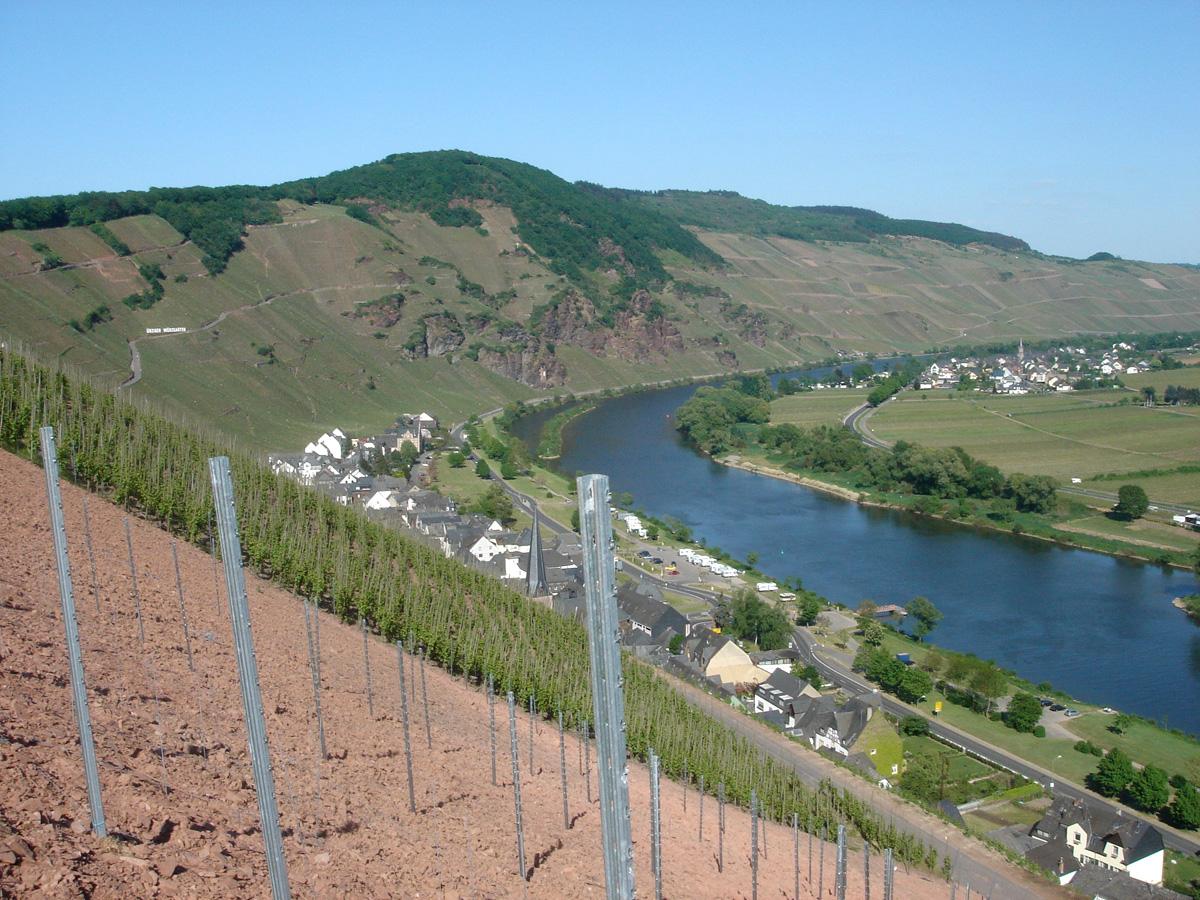
Blick auf den Ürziger Würzgarten

Im Juni 2005 wurde der Ürziger Gewürzgarten als regionaler Anziehungspunkt eingeweiht. Bei dem Projekt im Auftrag des Kulturamtes Bernkastel-Kues handelt es sich um einen mediterranen Kräutergarten in einer exponierten Steillage des Ürziger Würzgartens. Dort wachsen und blühen insgesamt 10.000 Stauden in über 160 Sorten, tausende Zwiebelpflanzen, einheimische Sträucher, Wildrosen und historische Rosen sowie traditionelle Heil- und Gewürzpflanzen.

## Wirtschaft und Infrastruktur
Bedeutendste Wirtschaftszweige sind der Weinbau und der Tourismus. Der Ort ist ein Etappenziel des Fernwanderwegs Moselsteig.

### Weinbau
In Ürzig existieren noch heute mehrere Weingüter, die überwiegend Riesling im Steilhang anbauen. Bekannteste Weinlage ist der Ürziger Würzgarten. Daneben existieren die weniger bekannten Weinlagen Ürziger Goldwingert und Ürziger in der Kranklei. Sie gehören zum Weinanbaugebiet Mosel-Saar-Ruwer.

### Verkehr

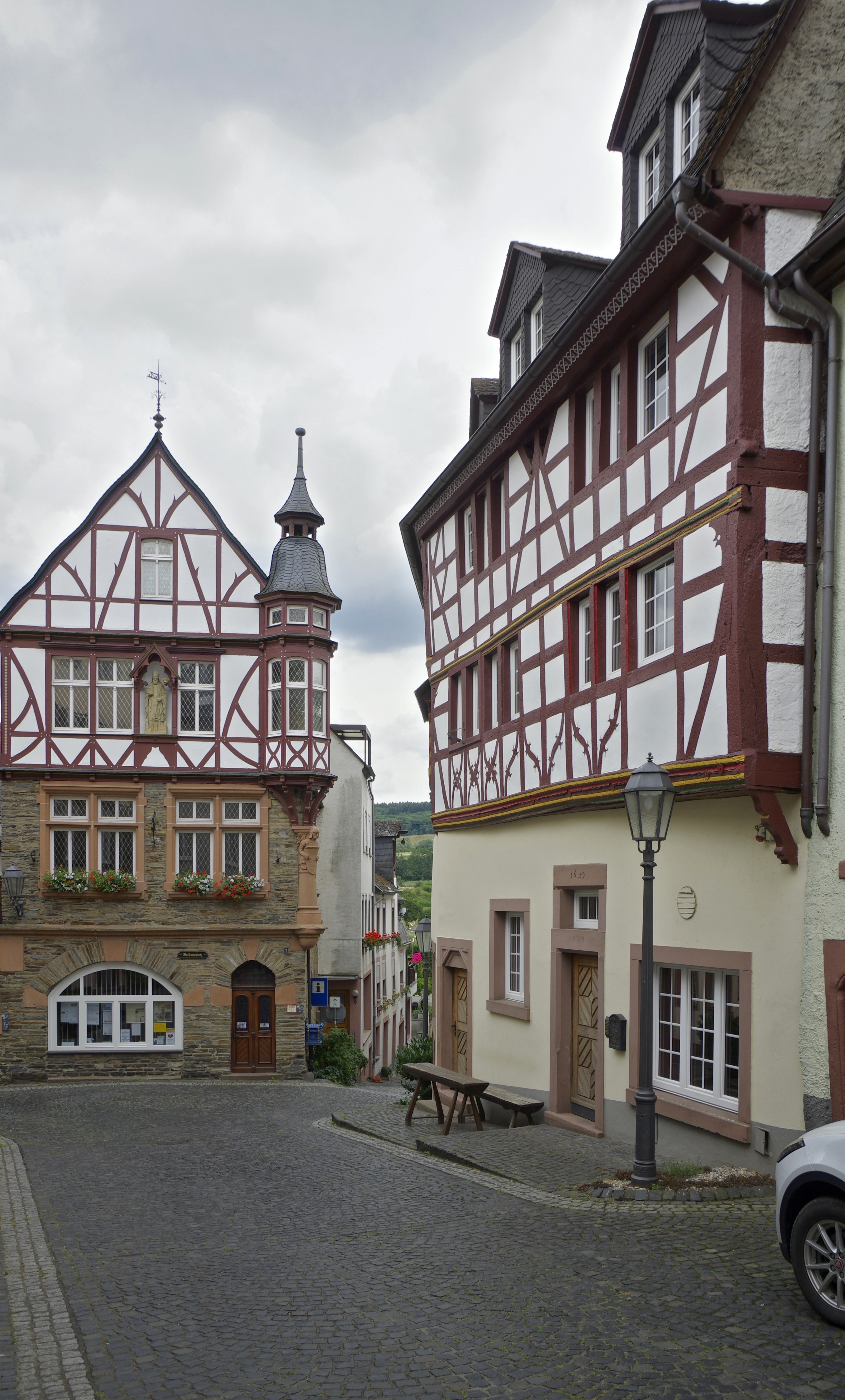
Rathausplatz 7 und Tourist-Information, Rathausplatz 10

Straßenverkehr
Ürzig liegt an der Bundesstraße 53, die entlang der Mosel von Trier bis Alf führt. Sie ist Teil der Moselweinstraße, einer 242 Kilometer langen touristischen Route von Perl an der deutsch-französischen Grenze bis nach Koblenz. Unmittelbar bei Ürzig wurde das zu seiner Zeit größte Brückenprojekt Deutschlands im Rahmen des Hochmoselübergangs der Bundesstraße 50 umgesetzt.
Schiffsverkehr
Der Ort besitzt eine Anlegestelle für die Moselschifffahrt. Von Mai bis Oktober wird sie regelmäßig im Linienverkehr von der Mosel-Schiffs-Touristik angefahren.
Schienenverkehr
Der Bahnhof von Ürzig befindet sich rund drei Kilometer außerhalb des eigentlichen Ortes an der Bahnlinie Moselstrecke zwischen Trier und Koblenz.
Öffentlicher Personennahverkehr
Die Ortsgemeinde zählt zum Verkehrsverbund Region Trier (VRT).

## Bekannte Söhne und Töchter
- Christian Dieden (1810–1898), Politiker, Reichstagsabgeordneter
- Franz Steffens (1853–1930), Paläograf und Diplomatiker
- Karl Christoffel (1895–1986), Historiker und Schriftsteller
- John J. Grebe (1900–1984), deutsch-US-amerikanischer Physiker
- Edmund Conen (1914–1990), Fußballnationalspieler
- Paul Loosen (1924–2001), Politiker (CDU)
- Edgar Christoffel (1929–2001), Lehrer und Autor
- Günter Eymael (* 1952), Politiker
- Karina Wächter (* 1990), Politikerin (CDU) und Landtagsabgeordnete